# LowFER

Regionen der ITU:
Region 1
Region 2
Region 3

LowFER (Low Frequency Experimental Radio) ist eine Funkanwendung des Amateurfunkdienstes auf Langwelle. Durch die sehr geringe erlaubte Leistung von 1 Watt ERP haben Anwendungen in diesem Bereich meist ausschließlich technisch-experimentellen Charakter. Regulärer Amateurfunkverkehr findet in Europa nicht statt.

## In der ITU-Region 1
Im 2,2-Kilometer-Band steht der Frequenzbereich 135,7 bis 137,8 kHz als Amateurband für den Amateurfunk zur Verfügung. Die maximale Sendeleistung beträgt 1 W ERP und die Frequenzzuteilung auf sekundärer Basis erlaubt keine Störungen der primären Nutzer (See- und Landfunk).
| Zuweisung an Funkdienste gemäß VO Funk | Zuweisung an Funkdienste gemäß VO Funk | Zuweisung an Funkdienste gemäß VO Funk                         | Zuweisung an Funkdienste gemäß VO Funk | Zuweisung an Funkdienste gemäß VO Funk                            |
| Deutschland                            | Deutschland                            | Deutschland                                                    | Nutzer                                 | Bemerkung                                                         |
| Frequenzbereiche kHz                   | Frequenzbereiche kHz                   | Frequenzbereiche kHz                                           | Frequenzbereiche kHz                   | Frequenzbereiche kHz                                              |
| -------------------------------------- | -------------------------------------- | -------------------------------------------------------------- | -------------------------------------- | ----------------------------------------------------------------- |
| 16                                     | ...                                    |                                                                |                                        |                                                                   |
| 17                                     | 130–148 5                              | FESTER FUNKDIENST MOBILER SEEFUNKDIENST Amateurfunkdienst D67A | ziv, mil                               | ziv – zivile Nutzer mil – militärische Nutzer Fußnoten: D64 2 4 5 |
| 18                                     | ...                                    |                                                                |                                        |                                                                   |

## In der ITU-Region 2
In den USA und Kanada dürfen Sender zur Sprach-, Telegrafie- und Datenübertragung im Frequenzbereich zwischen 160 kHz und 190 kHz ohne Lizenz betrieben werden, sofern die von der Antenne abgestrahlte Leistung 1 Watt nicht übersteigt und keine Antenne mit mehr als 10 Meter Länge benutzt wird.
Da in der ITU-Region 1 dieser Frequenzbereich von sehr leistungsfähigen Rundfunksendern belegt ist (Langwellenrundfunk), ist der Verkehr mit amerikanischen LowFER-Sendern dort nur sehr eingeschränkt möglich. In diesem Frequenzbereich ist sowohl der Feste Funkdienst (Eintrag 17001 im Frequenznutzungsplan) als auch der Mobile Seefunkdienst (Eintrag 17001 im Frequenznutzungsplan) vorgesehen.